# Dvoglas
Dvoglas (također i diftong ili dvoglasnik; od grčkog δίφθογγος) jest, u fonetici, naziv za složeni samoglasnik pri čijem se izgovoru unutar istoga sloga klizi iz položaja jednog samoglasnika u položaj drugoga, primjerice ai ili au. Tehnički, dvoglas je samoglasnik prilikom čijeg se izgovora jezik pomiče u različite položaje. To udruženje dvaju samoglasnika može se smatrati jednim glasom jer otvoreniji među njima, zvan jaki, dobiva samoglasničku ulogu, a zatvoreniji, slabi, dobiva nesamoglasničku, poluvokalsku ulogu. Dvoglasi mogu biti kratki ili dugi prema kvaliteti samoglasničkog člana. Od dvoglasa se razlikuje hijat, dva samoglasnika jedan do drugoga koji čine dva sloga.

## Silazni i uzlazni dvoglasi
Silazni dvoglasi počinju jakim samoglasnikom, a završavaju slabim, to jest poluvokalom. Dvoglas [aɪ̯] u engleskoj riječi eye 'oko' primjer je silaznog dvoglasa. Uzlazni dvoglasi počinju slabim, a završavaju jakim samoglasnikom.
Dvoglasi se razlikuju i po zatvorenosti, zaobljenosti i centralizaciji te po duljini.

## Razlika između dvoglasa i sljedova samoglasnika i poluvokala
Slabiji dio dvoglasa može se transkribirati kao poluvokal pa se dvoglas u riječi eye zapisuje kao [aj], ali, ako se dvoglas analizira kao jedan fonem, oba se samoglasnika transkribiraju znakovima za samoglasnike /aɪ̯/. Mnogi fonetičari ne smatraju uzlazne kombinacije dvoglasima, nego aproksimantom i samoglasnikom koji slijedi iza njega. Iako slični, dvoglasi nisu kombinacija samoglasnika i aproksimanta ili poluvokala. Poluvokali se mogu pojaviti na pristupu (početku) sloga ili njegovoj kodi (kraju). Ovo se fonetički obično manifestira većim stezanjem, ali ta fonetska razlika nije uvijek jasna. Primjerice, riječ ja sastoji se od pristupa u kojem se nalazi poluvokal /j/ i jezgre sloga u kojoj se nalazi samoglasnik /a/. Također, jezici ne mogu razlikovati dvoglas [ii̯] (jer se dva dijela dvoglasa ne razlikuju ni po čemu) od dugog samoglasnika [i:], ali mogu [ji] od [i:]. Mnogi jezici (poput rumunjskog) razlikuju uzlazne dvoglase od sličnih kombinacija, primjerice razlikuje /e̯a/ od /ja/. Oni se razlikuju i po brzini prijelaza (prijelaz između dvaju elemenata brži je u /ja/) i po trajanju (/ja/ traje duže).

## Fonologija
U nekim su jezicima dvoglasi jedan fonem, a u drugima se analiziraju kao dva samoglasnika ili samoglasnik i poluvokal (ali fonetski su dvoglasi).

## Glasovne promjene
Neke glasovne promjene utječu na dvoglase. Diftongizacija je proces kojim jednostavni samoglasnici postaju dvoglasi, a monoftongizacija je obrnut proces kojim dvoglasi postaju monoftonzi. Takva je promjena bila i monoftongizacija diftonga u praslavenskom jeziku.

## U hrvatskom jeziku
U suvremenoj kroatistici vlada konsenzus da se dugi refleks jata (skup ije u riječima kao što su mlijeko, lijepa ili rijeka) izgovara jednosložno, kao [jē], ali o tome se vode mnoge polemike. Neki kažu da je riječ o dvoglasu, hijatu [ie] ili o dvama monoftonzima razdvojenima kliznikom [ije].
Dijalektalno se pojavljuju i drugi dvoglasi.